# Борова Слобода
 Борова Слобода (біл. вёска Баравая Слабада) — село в складі Пуховицького району Мінської області, Білорусь. Село підпорядковане Пережирській сільській раді, розташоване в центральній частині області.